# Swartzia
Swartzia és un gènere de plantes amb flors dins la família de les fabàcies. Conté unes 200 espècies descrites i unes 140 d'acceptades.
No s'ha de confondre amb Swartsia J.F.Gmel. que és un sinònim del gènere Solandra Sw.

## Algunes espècies
- Swartzia acutifolia Cowan
- Swartzia amazonica S.Moore
- Swartzia amplifolia Harms
- Swartzia amshoffiana Cowan
- Swartzia anomala Cowan
- Swartzia apetala Amshoff
- Swartzia madagascariensis

## Sinonimia
- Fairchildia Britton et Rose
- Possira Aubl.
- Riveria Kunth
- Tounatea Aubl.